# Ghriss
Cet article concerne la Commune d'Algérie de Ghriss. Pour Le plaine de Ghriss en Algérie dans la Wilaya de Mascara, voir Plaine de Ghriss.

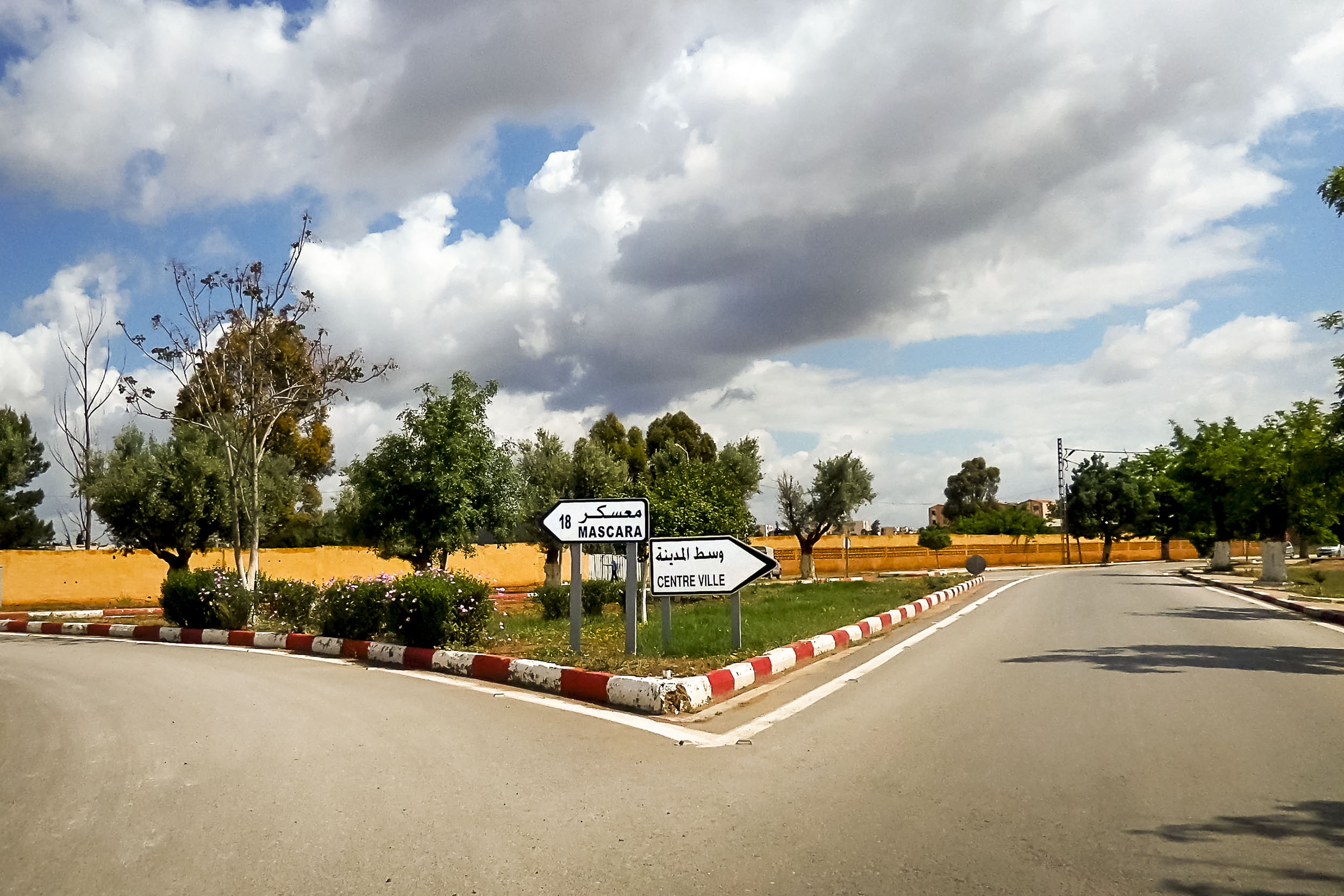

Ghriss est une commune algérienne de la wilaya de Mascara et de la daïra du même nom, située à l'ouest du pays.

## Géographie

### Situation
Ghriss se trouve à 18 km de Mascara et à 120 km d'Oran. C'est une ville de moyenne altitude, s'élevant à environ 500 m dans la plaine de Ghriss.

### Lieux-dits et hameaux
Outre son chef-lieu Ghriss-centre, la commune de Ghriss est composée des localités suivantes : Sidi Begnane, Ouled Aïssa, Ghedaïria, Djebbabra, Saïdia, Ghouadnia, Ouled Benatta, Ouled Mahieddine, Ouled Mallek, Mezourette, Ouled Trari, Ouled Mehdi, Bouraa, Ouled Abed, Ouled Benattou, Hebaïba, Ehl Laouni, Ouled M'Rah, Ouled Omar, Ouled Houachich, Ouled Boumediène, Kerrabaa, Base Aéroport de Ghriss, Mezazgha, Ouled Benaïssa et Ouled Boussaadia.

### Toponymie
Durant la période coloniale française, la commune se nomme Thiersville. Après l'indépendance de l'Algérie, elle prend le nom de Ghriss, en référence à la plaine qui l'entoure. Le nom de la pleine vient de la racine (GHRS) ⴰⵖⵔⵉⵙ et du mot en langues berbères qui signifie : gelée blanche ou lieu où la gelée blanche s'installe. Le nom est transcrit généralement en Ghriss, mais également Eghris ou Ghrîs.

## Histoire
Ancien village d'Attia, situé dans la plaine d'Eghriss, qui reconnait l'administration de la France en 1843, en la personne du maréchal Clauzel qui soumet les tribus locales, il est renommé Froha Supérieur en 1874, du nom de l'oued qui le traverse (et a donné le nom de Froha à la commune voisine). Il est alors rattaché à la commune de Mascara. Durant la période française, la ville porte à partir de 1878 le nom de Thiersville, en mémoire du président français Adolphe Thiers (1797-1877). Elle se développe à partir de 1880 et voit à forte période d'urbanisation et d'essor économique à partir de 1887 dans le cadre du plan de colonisation.

## Sport
La ville accueille un club de football, ARB Ghriss, fondé en 1972.

## Transports
L'aéroport de Ghriss, desservant Mascara, se situe sur le territoire de la commune, à 4 km au sud-ouest de la ville et à 20 km environ au sud de Mascara.
Des lignes de bus déversent Mascara, Froha, Beniane, Saida.